# Émilie de Metz
Pour les articles homonymes, voir Metz (homonymie).
Émilie de Metz, née le 30 janvier 1879 à Paris et morte le 17 octobre 1971 à Neauphle-le-Château, est une peintre française.

## Biographie
Suzanne Émilie de Metz est la fille de Louis Prosper Georges de Metz, directeur du personnel de la préfecture de la Seine, et de Louise Émilie Persin, peintre d'éventails.
Élève de Caroline Feuillas-Creusy et d'Eugène Claude, elle expose au Salon  des artistes français à partir de 1890.
Peintre de nature morte, elle excelle dans l'art de peindre les poissons,.
En 1905, elle épouse Jean David Gérente.
En 1906, elle obtient au salon de l'Union des femmes peintres et sculpteurs le prix de nature morte et est nommée officier d'Académie.
Elle meurt à Neauphle-le-Château à l'âge de 92 ans.